# Wolters Kluwer
Wolters Kluwer N.V. er et hollandsk multinationalt forlag.
Wolters Kluwer i dets nuværende form blev etableret i 1987, ved en fusion mellem Kluwer Publishers og Wolters Samsom. Virksomheden agerer indenfor jura, erhverv, skat, regnskab, finans, revision, risiko, sundhed og software i over 150 lande og med hovedkontor i Alphen aan den Rijn i Zuid-Holland. .